# 大川順子
大川 順子（おおかわ じゅんこ、1954年8月31日 - ）は、日本の実業家。日本航空初の女性代表取締役専務執行役員、元客室乗務員。北海道出身。
2016年に日本航空初の女性代表取締役専務執行役員に就任、2018年4月には女性初の取締役副会長に就任した。同年6月から副会長、2019年4月からは特別理事。
日本航空の客室乗務員として1万時間のフライト経験を持つ。また、客室サービス部門のトップとして機内サービス向上などに尽力し、経営破綻前に低下していた顧客満足度の改善に貢献。数千人規模の客室乗員部隊を束ねコスト管理にも成果を上げる。

## 主な略歴
＊旧日本航空、日本航空インターナショナルでの役職も「日本航空」での役職として記載している。
- 1977年 日本航空入社
- 1978年 東京理科大学薬学部卒業[5]
- 1989年 同国際客室乗員部パーサー
- 1994年 同客室乗員訓練部教官
- 1997年 同国際フライト旅客部チーフパーサー
- 2001年 同第一客室乗員部客室マネジャー
- 2006年 同機内サービス部長
- 2007年 同客室サービス企画部長
- 2009年 同客室品質企画部長
- 2010年 同執行役員客室本部長
- 2012年 同常務執行役員客室本部長
- 2013年 同専務執行役員客室本部長
- 2013年 同取締役専務執行役員客室本部長
- 2014年 同取締役専務執行役員コーポレートブランド推進部担当
- 2016年 同代表取締役専務執行役員コミュニケーション本部長[6]
- 2018年 同取締役副会長、6月に取締役を退任し副会長に
- 2019年 同特別理事
- 2020年 商工組合中央金庫取締役[7]
- 2022年 KDDI取締役[8]、朝日放送グループホールディングス取締役[9]
- 2023年 東京電力ホールディングス取締役[10]